# Кубок Украины по футболу 2004/2005
Кубок Украины по футболу 2004—2005 (укр. Кубок України з футболу 2004—2005) — 14-й розыгрыш Кубка Украины. Проводился с 6 августа 2004 года по 29 мая 2005 года.
Участие принимали 64 команды. Победителем в седьмой раз стало киевское «Динамо», обыгравшее в финале донецкий «Шахтёр» со счётом 1:0.

## Участники
| Клубы высшей лиги: | Клубы первой лиги: | Клубы второй лиги: | Клубы второй лиги: |
| - «Арсенал» (Киев) - «Борисфен» (Борисполь) - «Волынь» (Луцк) - «Ворскла-Нефтегаз» (Полтава) - «Динамо» (Киев) - «Днепр» (Днепропетровск) - «Закарпатье» (Ужгород) - «Ильичёвец» (Мариуполь) - «Кривбасс» (Кривой Рог) - «Металлист» (Харьков) - «Металлург» (Донецк) - «Металлург» (Запорожье) - «Оболонь» (Киев) - «Таврия» (Симферополь) - «Черноморец» (Одесса) - «Шахтёр» (Донецк) | - «Арсенал» (Харьков) - «Газовик-Скала» (Стрый) - «Динамо-ИгроСервис» (Симферополь) - «Заря» (Луганск) - «Карпаты» (Львов) - ФК «Николаев» - «Нафком» (Бровары) - «Нефтяник-Укрнефть» (Ахтырка) - «Нива» (Винница) - «Подолье» (Хмельницкий) - «Полесье» (Житомир) - «Спартак» (Ивано-Франковск) - «Спартак-Горобына» (Сумы) - «Сталь» (Алчевск) - «Сталь» (Днепродзержинск) - ЦСКА (Киев) | - ФК «Бершадь» - «Буковина» (Черновцы) - «Верес» (Ровно) - «Газовик-ХГД» (Харьков) - «Гелиос» (Харьков) - «Горняк-Спорт» (Комсомольск) - «Десна» (Чернигов) - «Днестр» (Овидиополь) - «Электрометаллург-НЗФ» (Никополь) - «Энергетик» (Бурштын) - «Звезда» (Кировоград) - «Крымтеплица» (Молодёжное) - «Кристалл» (Херсон) - «Нефтяник» (Долина) - «Нива» (Тернополь) - МФК «Александрия» | - ПФК «Александрия» - «Олимпия-АЭС» (Южноукраинск) - «Олком» (Мелитополь) - «Освита» (Бородянка) - «Пальмира» (Одесса) - «Рава» (Рава-Русская) - «Реал» (Одесса) - «Рось» (Белая Церковь) - ФК «Севастополь» - «Техно-Центр» (Рогатин) - «Титан» (Армянск) - «Уголёк» (Димитров) - «Факел» (Ивано-Франковск) - ФК «Черкассы» - «Черногора» (Ивано-Франковск) - «Явор» (Краснополье) |

## 1/32 финала
Матчи 1/32 финала состоялись 6-8 и 14-15 августа 2004 года.
| Команда 1                         | Счёт         | Команда 2                         |
| --------------------------------- | ------------ | --------------------------------- |
| 6 августа 2004                    |              |                                   |
| «Олком» (Мелитополь)              | 0:4          | «Динамо» (Киев)                   |
| 7 августа 2004                    |              |                                   |
| «Освита» (Бородянка)              | 1:2          | «Карпаты» (Львов)                 |
| «Рава» (Рава-Русская)             | 1:4          | «Шахтёр» (Донецк)                 |
| «Техно-Центр» (Рогатин)           | 1:0          | «Полесье» (Житомир)               |
| «Энергетик» (Бурштын)             | 1:3          | «Спартак» (Ивано-Франковск)       |
| «Нива» (Тернополь)                | 0:1          | «Металлист» (Харьков)             |
| «Нефтяник» (Долина)               | 1:2          | ФК «Николаев»                     |
| «Верес» (Ровно)                   | 2:4          | «Подолье» (Хмельницкий)           |
| «Буковина» (Черновцы)             | 0:1          | «Борисфен» (Борисполь)            |
| ФК «Бершадь»                      | 1:3          | «Сталь» (Днепродзержинск)         |
| «Звезда» (Кировоград)             | 1:4          | «Кривбасс» (Кривой Рог)           |
| «Крымтеплица» (Молодёжное)        | 0:3          | «Нива» (Винница)                  |
| «Днестр» (Овидиополь)             | 0:1 (д.в.)   | «Металлург» (Донецк)              |
| «Пальмира» (Одесса)               | 1:1 (п. 3:4) | «Сталь» (Алчевск)                 |
| «Титан» (Армянск)                 | 1:4          | «Заря» (Луганск)                  |
| ФК «Севастополь»                  | 0:2          | «Нефтяник-Укрнефть» (Ахтырка)     |
| «Рось» (Белая Церковь)            | 0:1          | «Оболонь» (Киев)                  |
| «Кристалл» (Херсон)               | 0:1          | «Ворскла-Нефтегаз» (Полтава)      |
| ПФК «Александрия»                 | 0:2          | «Арсенал» (Киев)                  |
| «Реал» (Одесса)                   | 0:2 (д.в.)   | ЦСКА (Киев)                       |
| «Десна» (Чернигов)                | 4:0          | «Арсенал» (Харьков)               |
| «Гелиос» (Харьков)                | 1:3          | «Таврия» (Симферополь)            |
| «Газовик-ХГД» (Харьков)           | 0:1          | «Металлург» (Запорожье)           |
| ФК «Черкассы»                     | 2:0          | «Газовик-Скала» (Стрый)           |
| «Явор» (Краснополье)              | 3:1          | «Закарпатье» (Ужгород)            |
| «Уголёк» (Димитров)               | 0:3          | «Нафком» (Бровары)                |
| «Горняк-Спорт» (Комсомольск)      | 1:3          | «Динамо-ИгроСервис» (Симферополь) |
| 8 августа 2004                    |              |                                   |
| МФК «Александрия»                 | 0:3          | «Спартак-Горобына» (Сумы)         |
| 14 августа 2004                   |              |                                   |
| «Факел» (Ивано-Франковск)         | 0:7          | «Черноморец» (Одесса)             |
| «Олимпия-АЭС» (Южноукраинск)      | 0:4          | «Волынь» (Луцк)                   |
| 15 августа 2004                   |              |                                   |
| «Черногора» (Ивано-Франковск)     | 1:5          | «Ильичёвец» (Мариуполь)           |
| «Электрометаллург-НЗФ» (Никополь) | 1:4          | «Днепр» (Днепропетровск)          |

## 1/16 финала
Матчи 1/16 финала состоялись 19-22 августа 2004 года.
| Команда 1                         | Счёт         | Команда 2                    |
| --------------------------------- | ------------ | ---------------------------- |
| 19 августа 2004                   |              |                              |
| «Десна» (Чернигов)                | 2:1 (д.в.)   | «Борисфен» (Борисполь)       |
| «Нива» (Винница)                  | 2:2 (п. 4:2) | «Арсенал» (Киев)             |
| 20 августа 2004                   |              |                              |
| «Явор» (Краснополье)              | 0:6          | «Динамо» (Киев)              |
| 21 августа 2004                   |              |                              |
| «Спартак-Горобына» (Сумы)         | 1:3          | «Шахтёр» (Донецк)            |
| «Сталь» (Днепродзержинск)         | 2:3          | «Металлург» (Донецк)         |
| «Подолье» (Хмельницкий)           | 0:3          | «Ильичёвец» (Мариуполь)      |
| «Нефтяник-Укрнефть» (Ахтырка)     | 4:0          | «Ворскла-Нефтегаз» (Полтава) |
| «Динамо-ИгроСервис» (Симферополь) | 0:3          | «Днепр» (Днепропетровск)     |
| 22 августа 2004                   |              |                              |
| ФК «Черкассы»                     | 3:2 (д.в.)   | «Черноморец» (Одесса)        |
| ЦСКА (Киев)                       | 2:2 (п. 6:5) | «Оболонь» (Киев)             |
| «Заря» (Луганск)                  | 0:1 (д.в.)   | «Кривбасс» (Кривой Рог)      |
| ФК «Николаев»                     | 0:1          | «Металлург» (Запорожье)      |
| «Нафком» (Бровары)                | 1:2 (д.в.)   | «Таврия» (Симферополь)       |
| «Спартак» (Ивано-Франковск)       | 0:3          | «Волынь» (Луцк)              |
| «Сталь» (Алчевск)                 | 2:0          | «Металлист» (Харьков)        |
| «Техно-Центр» (Рогатин)           | 0:2          | «Карпаты» (Львов)            |

## 1/8 финала
Матчи 1/8 финала состоялись 11-12 сентября 2004 года.
| Команда 1                     | Счёт         | Команда 2                |
| ----------------------------- | ------------ | ------------------------ |
| 11 сентября 2004              |              |                          |
| «Карпаты» (Львов)             | 0:1          | «Динамо» (Киев)          |
| «Нефтяник-Укрнефть» (Ахтырка) | 2:1          | «Металлург» (Донецк)     |
| «Сталь» (Алчевск)             | 1:2          | «Днепр» (Днепропетровск) |
| ЦСКА (Киев)                   | 1:2          | «Шахтёр» (Донецк)        |
| 12 сентября 2004              |              |                          |
| «Ильичёвец» (Мариуполь)       | 1:2 (д.в.)   | «Волынь» (Луцк)          |
| «Нива» (Винница)              | 1:0          | «Металлург» (Запорожье)  |
| «Десна» (Чернигов)            | 1:4          | «Кривбасс» (Кривой Рог)  |
| ФК «Черкассы»                 | 1:1 (п. 4:5) | «Таврия» (Симферополь)   |

## 1/4 финала
Четвертьфиналы состояли из двух матчей. Первые матчи прошли 16-17 октября, ответные — 19-20 ноября 2004 года.
| Команда 1                     | Итог | Команда 2                | 1-й матч | 2-й матч |
| ----------------------------- | ---- | ------------------------ | -------- | -------- |
| «Волынь» (Луцк)               | 1:6  | «Динамо» (Киев)          | 1:2      | 0:4      |
| «Шахтёр» (Донецк)             | 7:0  | «Таврия» (Симферополь)   | 3:0      | 4:0      |
| «Нефтяник-Укрнефть» (Ахтырка) | 2:4  | «Днепр» (Днепропетровск) | 0:2      | 2:2      |
| «Нива» (Винница)              | 2:3  | «Кривбасс» (Кривой Рог)  | 2:1      | 0:2      |

### Первые матчи
| «Нефтяник-Укрнефть» (Ахтырка) | 0:2             | «Днепр» (Днепропетровск)           |
| ----------------------------- | --------------- | ---------------------------------- |
|                               | протокол (укр.) | 16′ Матюхин · 55′ (пен.) Кравченко |

| «Волынь» (Луцк) | 1:2             | «Динамо» (Киев)         |
| --------------- | --------------- | ----------------------- |
| Крунич 87′      | протокол (укр.) | 43′, 45+1′ Верпаковскис |

| «Шахтёр» (Донецк)                            | 3:0             | «Таврия» (Симферополь) |
| -------------------------------------------- | --------------- | ---------------------- |
| Левандовский 28′ · Воробей 55′ · Агахова 81′ | протокол (укр.) |                        |

| «Нива» (Винница)              | 2:1             | «Кривбасс» (Кривой Рог) |
| ----------------------------- | --------------- | ----------------------- |
| Кондратюк 83′ · Ермоленко 87′ | протокол (укр.) | 39′ Кашевский           |

### Ответные матчи
| «Динамо» (Киев)                            | 4:0             | «Волынь» (Луцк) |
| ------------------------------------------ | --------------- | --------------- |
| Ринкон 4′ · Клебер 39′ · Бидненко 48′, 69′ | протокол (укр.) |                 |

| «Днепр» (Днепропетровск)  | 2:2             | «Нефтяник-Укрнефть» (Ахтырка) |
| ------------------------- | --------------- | ----------------------------- |
| Мелащенко 49′ · Рыкун 63′ | протокол (укр.) | 3′ Писный · 65′ Мельниченко   |

| «Таврия» (Симферополь) | 0:4             | «Шахтёр» (Донецк)                            |
| ---------------------- | --------------- | -------------------------------------------- |
|                        | протокол (укр.) | 40′ Агахова · 52′, 83′ Пуканыч · 71′ Брандао |

| «Кривбасс» (Кривой Рог)    | 2:0             | «Нива» (Винница) |
| -------------------------- | --------------- | ---------------- |
| Кабанов 7′ · Салахович 56′ | протокол (укр.) |                  |

## 1/2 финала
Полуфиналы состояли из двух матчей. Первые матчи прошли 21 апреля, ответные — 4 мая 2005 года.
| Команда 1               | Итог | Команда 2                | 1-й матч | 2-й матч |
| ----------------------- | ---- | ------------------------ | -------- | -------- |
| «Шахтёр» (Донецк)       | 2:1  | «Днепр» (Днепропетровск) | 2:1      | 0:0      |
| «Кривбасс» (Кривой Рог) | 1:3  | «Динамо» (Киев)          | 1:1      | 0:2      |

### Первые матчи
| «Кривбасс» (Кривой Рог) | 1:1             | «Динамо» (Киев) |
| ----------------------- | --------------- | --------------- |
| Кабанов 8′              | протокол (укр.) | 22′ Милевский   |

| «Шахтёр» (Донецк)     | 2:1             | «Днепр» (Днепропетровск) |
| --------------------- | --------------- | ------------------------ |
| Вукич 48′ · Белик 81′ | протокол (укр.) | 18′ Венглинский          |

### Ответные матчи
| «Днепр» (Днепропетровск) | 0:0             | «Шахтёр» (Донецк) |
| ------------------------ | --------------- | ----------------- |
|                          | протокол (укр.) |                   |

| «Динамо» (Киев)                      | 2:0             | «Кривбасс» (Кривой Рог) |
| ------------------------------------ | --------------- | ----------------------- |
| Верпаковскис 4′ · Родриго 86′ (пен.) | протокол (укр.) |                         |

## Финал
| «Шахтёр» (Донецк) | 0:1      | «Динамо» (Киев)   |
| ----------------- | -------- | ----------------- |
|                   | протокол | 11′ (пен.) Ринкон |

| Обладатель Кубка Украины 2004/05 |
| -------------------------------- |
| «Динамо» (Киев) 7-й титул        |

## Лучшие бомбардиры
|   | Игрок                 | Клуб                          | Игры | Голы (пен.) |
| - | --------------------- | ----------------------------- | ---- | ----------- |
| 1 | Диого Ринкон          | «Динамо» (Киев)               | 7    | 6 (2)       |
| 2 | Александр Кожемяченко | «Десна» (Чернигов)            | 3    | 5 (1)       |
| 3 | Брандао               | «Шахтёр» (Донецк)             | 5    | 5           |
| 4 | Адриан Пуканыч        | «Шахтёр» (Донецк)             | 4    | 4           |
| 4 | Бранислав Крунич      | «Волынь» (Луцк)               | 4    | 4           |
| 6 | Богдан Есып           | «Нефтяник-Укрнефть» (Ахтырка) | 5    | 4           |
| 7 | Александр Попович     | «Кривбасс» (Кривой Рог)       | 6    | 4           |
| 8 | Тарас Кабанов         | «Кривбасс» (Кривой Рог)       | 6    | 3           |
| 8 | Джулиус Агахова       | «Шахтёр» (Донецк)             | 6    | 3           |
| 8 | Марис Верпаковскис    | «Динамо» (Киев)               | 6    | 3           |